# Лобмейр
«Лобмейр» (J. & L. Lobmeyr) — австрийская фирма художественного стеклоделия, основанная в Вене в XIX веке. Существует до настоящего времени как «Венский торговый дом стеклотоваров» (нем. Wiener Handelshaus für Glaswaren) на Кернтнерштрассе, 26 и по-прежнему принадлежит семье Лобмейр. Славится изделиями хрусталя высокого качества.

## История и продукция фирмы
Братья Йозеф (1828—1864) и Людвиг Лобмейр (1829—1917), мастера художественного стеклоделия, с 1851 года владевшие собственной мастерской в Вене, унаследовали магазин изделий прикладного искусства, открытый их отцом Йозефом Лобмейром Старшим (1792—1855) в 1822 году в Линце. В 1855 году братья привлекли к работе сестёр, Луизу (1832—1905) и Матильду, и создали компанию под названием «J. & L. Lobmeyr». Йозеф стал коммерческим директором, а Людвиг отвечал за художественную программу.

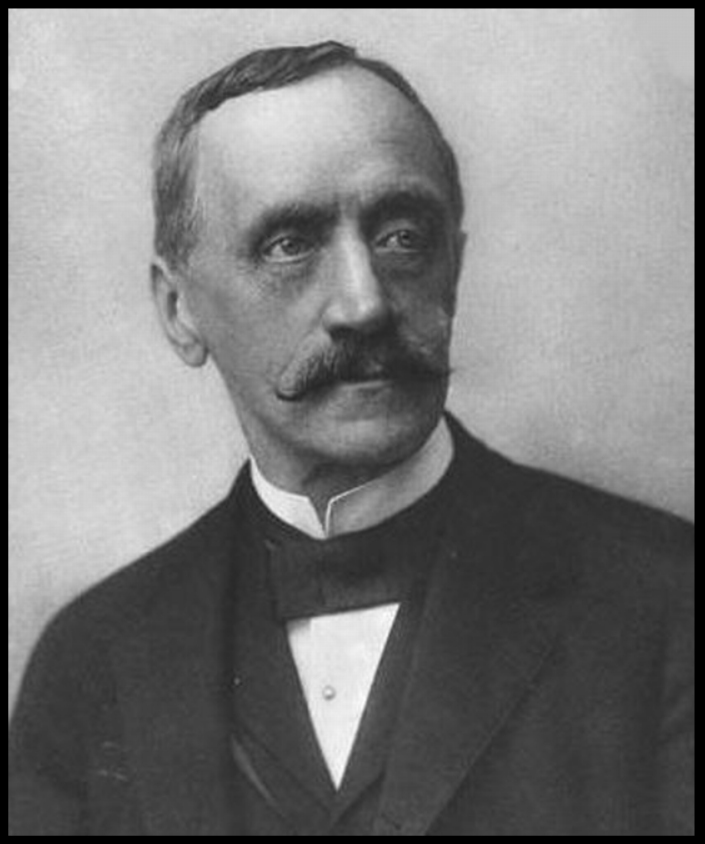
Людвиг Лобмейр. Фотография ок. 1903 г.

Людвиг Лобмейр был знатоком истории искусства и коллекционером. Он наладил контакты с богемскими стекольными заводами и мастерскими по обработке стекла, которые уже установил его отец в Штайншёнау (Steinschönau, позднее Каменицки-Шенов, на севере Чехии); содержал несколько филиалов и нанимал резчиков и гравёров, следуя лучшим традициям богемского стекла прошлых веков. Мастерская выпускала разнообразные изделия в стиле богемского хрусталя XVII—XVIII веков с «алмазной гранью» и матовой гравировкой, росписью шварцлотом и золотом: имперскими орлами и сетчатым орнаментом, а также изделия согласно моде периода историзма в «арабском», «персидском», «турецком» и «мавританском» стилях с росписями цветными эмалями. С 1867 года мастерская производила предметы в стиле «неоренессанса».
Компания «Лобмейр» поставляла хрустальные люстры для Хофбурга, дворца Шёнбрунн и баварских загородных дворцов, она была поставщиком сербского, греческого и болгарского дворов, а также короля Бельгии, герцога Брабантского и графа Фландрии. В 1887 году Людвиг Лобмейр был назначен императором Францем Иосифом I членом верхней палаты австрийского парламента (Herrenhaus), 25 июля 1889 года он стал почётным гражданином города Вены, но отклонил предложение подать заявление на получение дворянства.
Людвиг также тесно сотрудничал с производителем богемского стекла Вильгельмом Краликом фон Мейрсвальденом (1807—1877), который был женат на его сестре Луизе Лобмейр.
В 1902 году мастерская перешла в ведение племянника Людвига — Штефана Рата (1876—1960), сына его сестры Матильды, который привлёк к работе художников Венского сецессиона, среди них Йозефа Хоффмана, который в 1910 году стал содиректором фирмы. Рисунки для новых изделий в стиле «венского модерна» поставляли многие художники, в том числе архитектор Адольф Лоос. В 1929 году Лоос разработал питьевой набор из двенадцати предметов, который до сих пор производится компанией.
В 1907 году был открыт филиал фирмы в Карловых Варах. Компания пережила Вторую мировую войну, в послевоенный период изготавливала люстры и канделябры для здания Венской оперы, театрa в Люксембурге, Метрополитен-опера в Нью-Йорке, Центра исполнительских искусств Джона Ф. Кеннеди в Вашингтоне и Московского Кремля. Выполняла заказы королевского двора Саудовской Аравии и султана Брунея.
Текущий ассортимент компании варьируется от бытовой посуды и хозяйственных предметов из стекла до изделий, изготовленных по специальным заказам, и коллекционных вещей с маркой фирмы: переплетённые буквы «J» (Йозеф), «L L» (Людвиг/Лобмейр) и «W» (Вена). Также производятся зеркала в «исторических стилях» и люстры различных форм и стилей вплоть до новейших дизайнерских моделей.
В Вене, в верхних этажах магазина, располагается небольшой музей продукции фирмы «Лобмейр». Другие экспозиции имеются в Музее прикладного искусства в Вене и в Музее стекла в Пассау. Лучшие исторические изделия продаются на мировых аукционах и котируются необычайно высоко.
В 1927 году в Вене-Оттакринг (16-й округ) в честь Людвига Лобмейра была названа улица: Lobmeyrgasse. В 1962 году Штефан Рат написал историю своей семьи и компании. Компания «J. & L. Lobmeyr» действует до настоящего времени и принадлежит его потомкам (2005 г.).

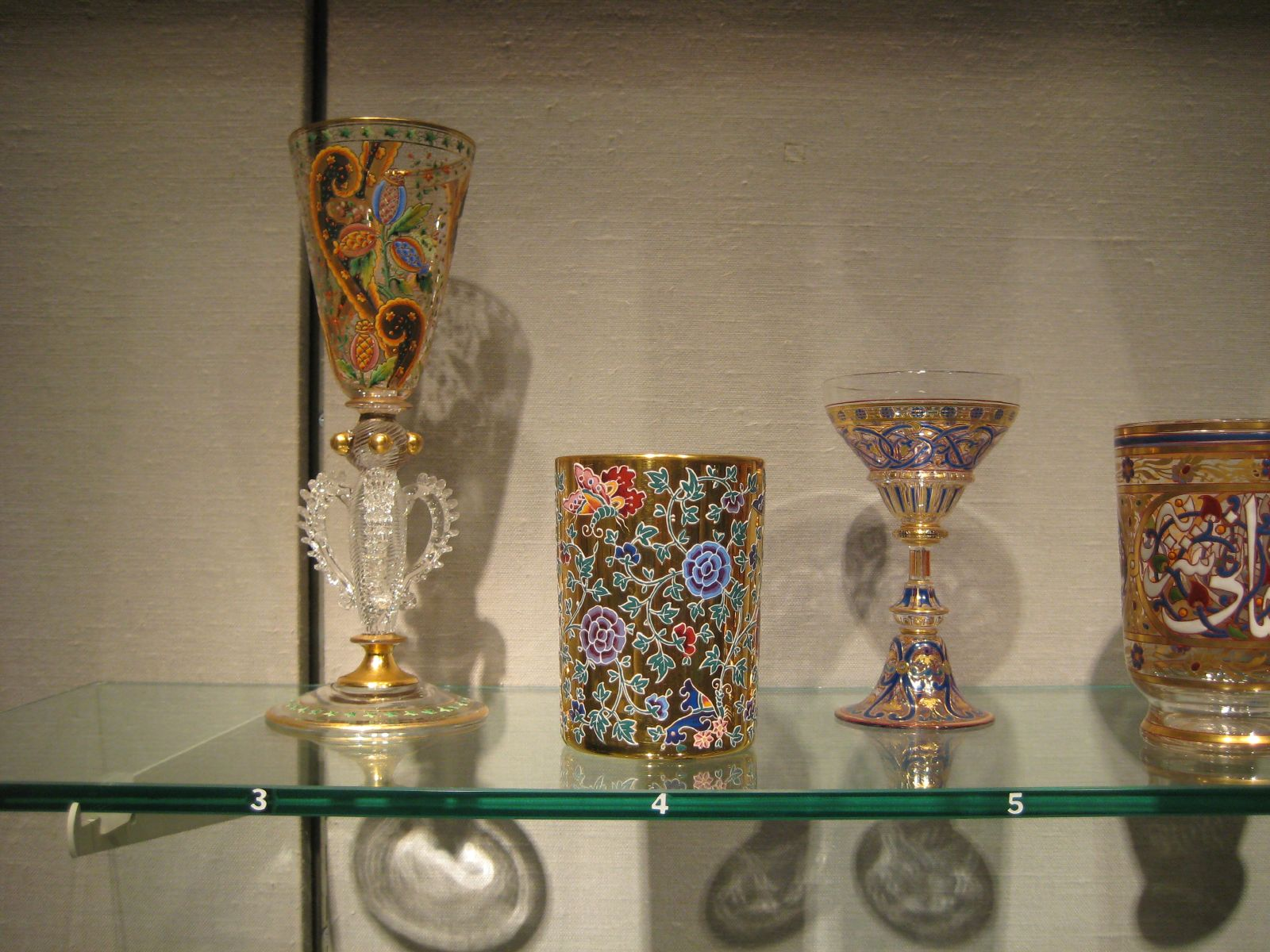
Изделия в испано-мавританском стиле (Богемия, 1878–1879; справа: фирмы Лобмейр, 1887). Музей стекла Корнинга, Нью-Йорк
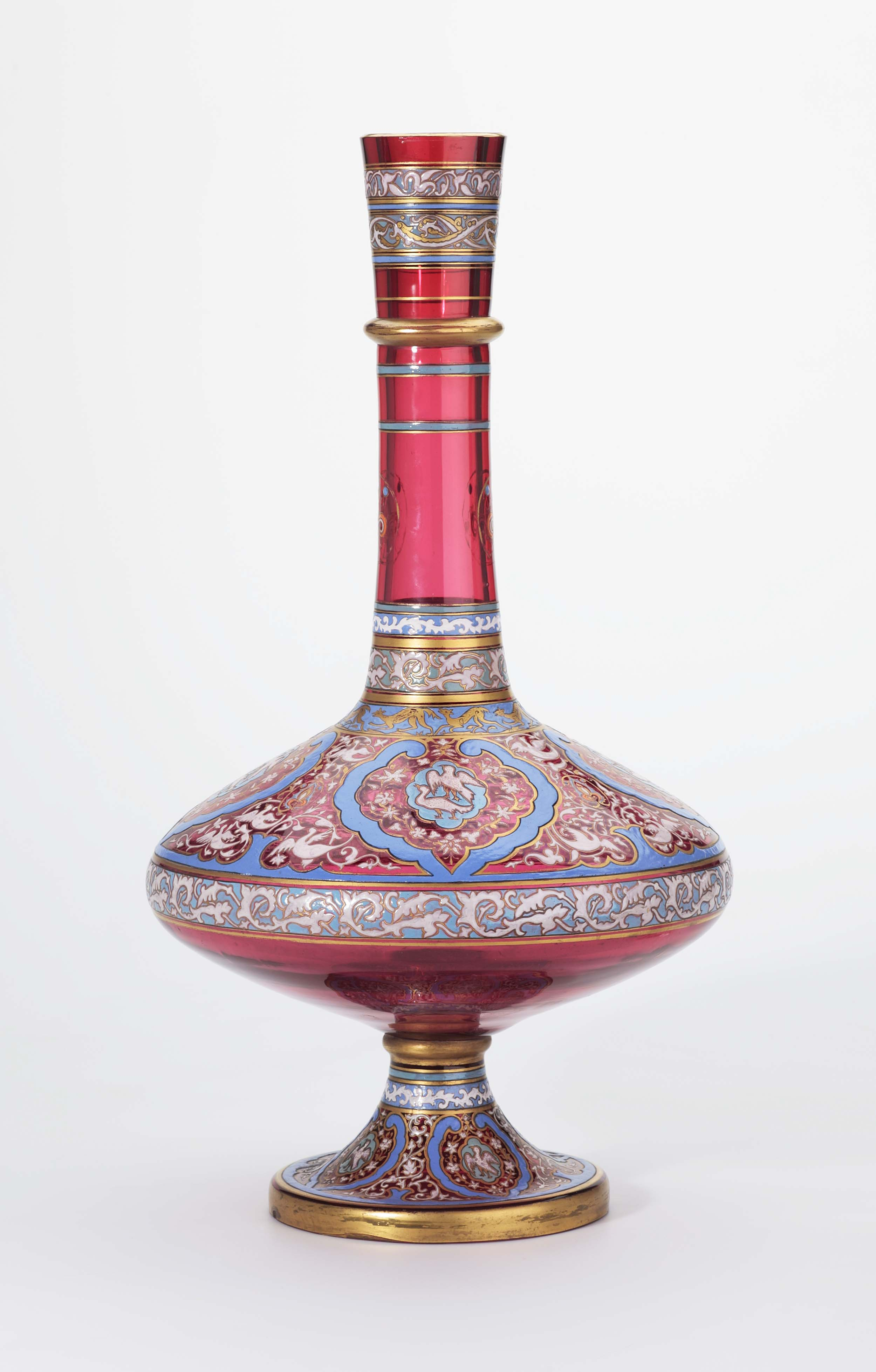
Фляга в исламском стиле. 1864. Стекло, роспись эмалями
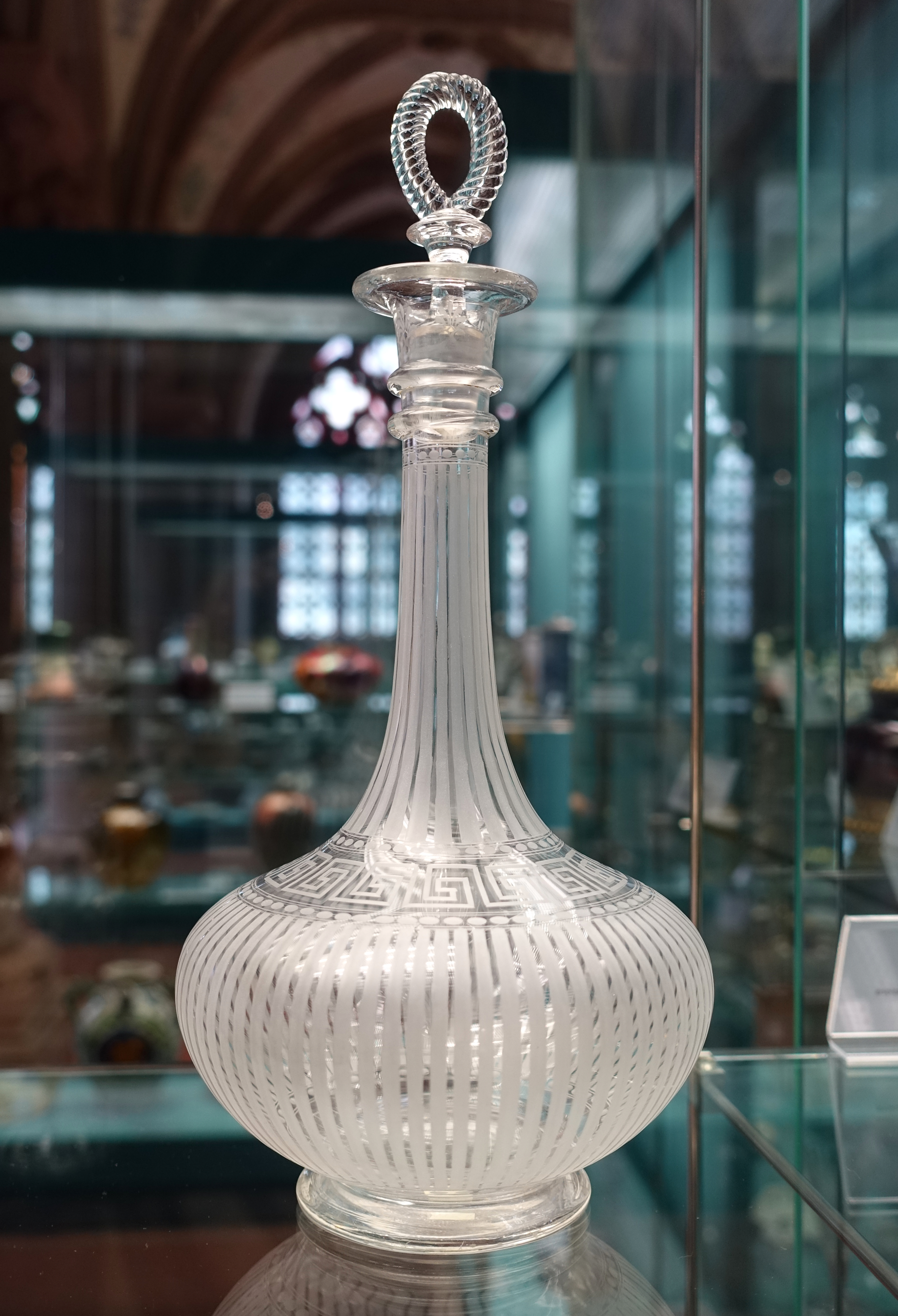
Графин. Стекло, травление. 1873
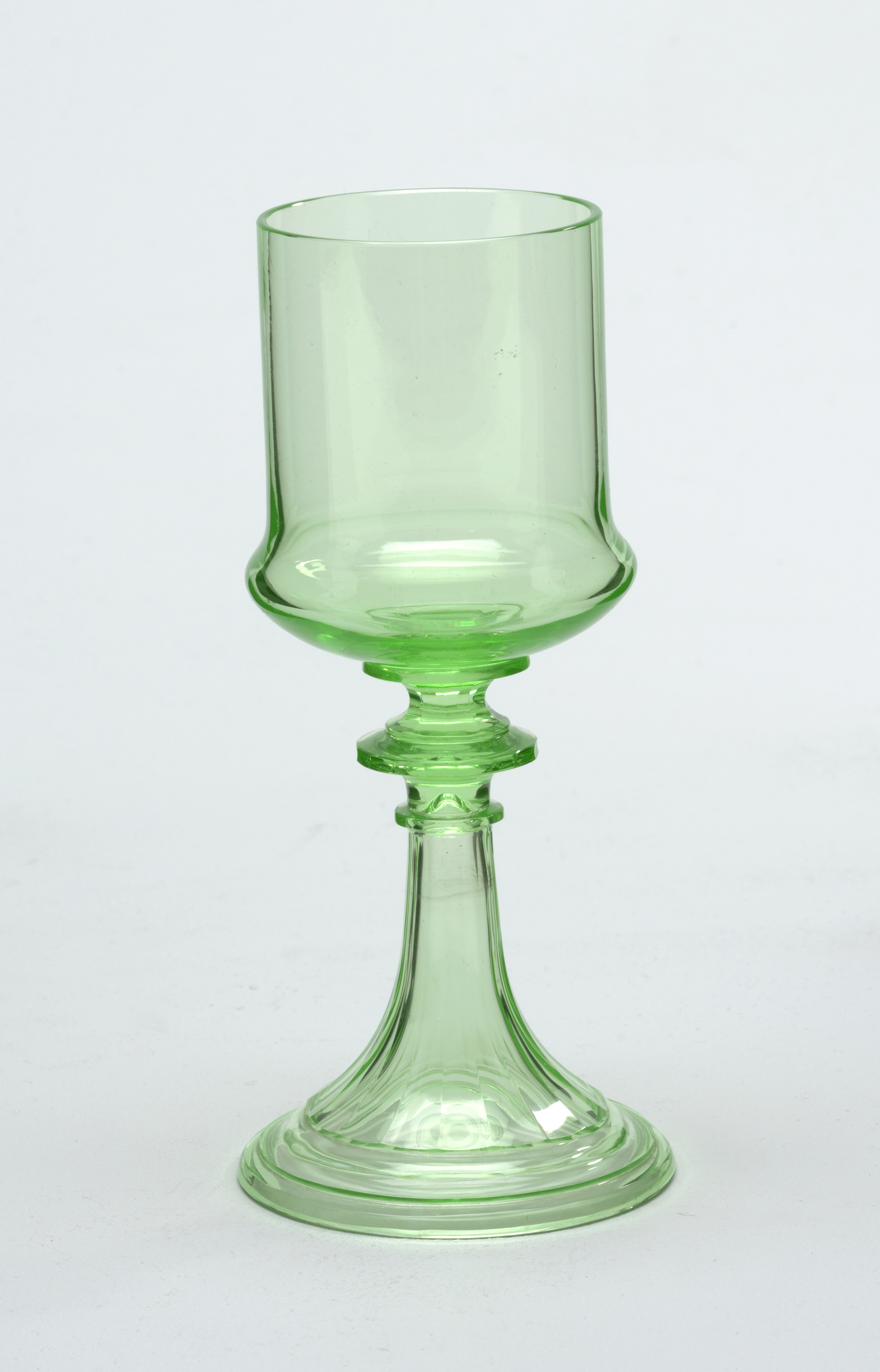
Бокал. 1866
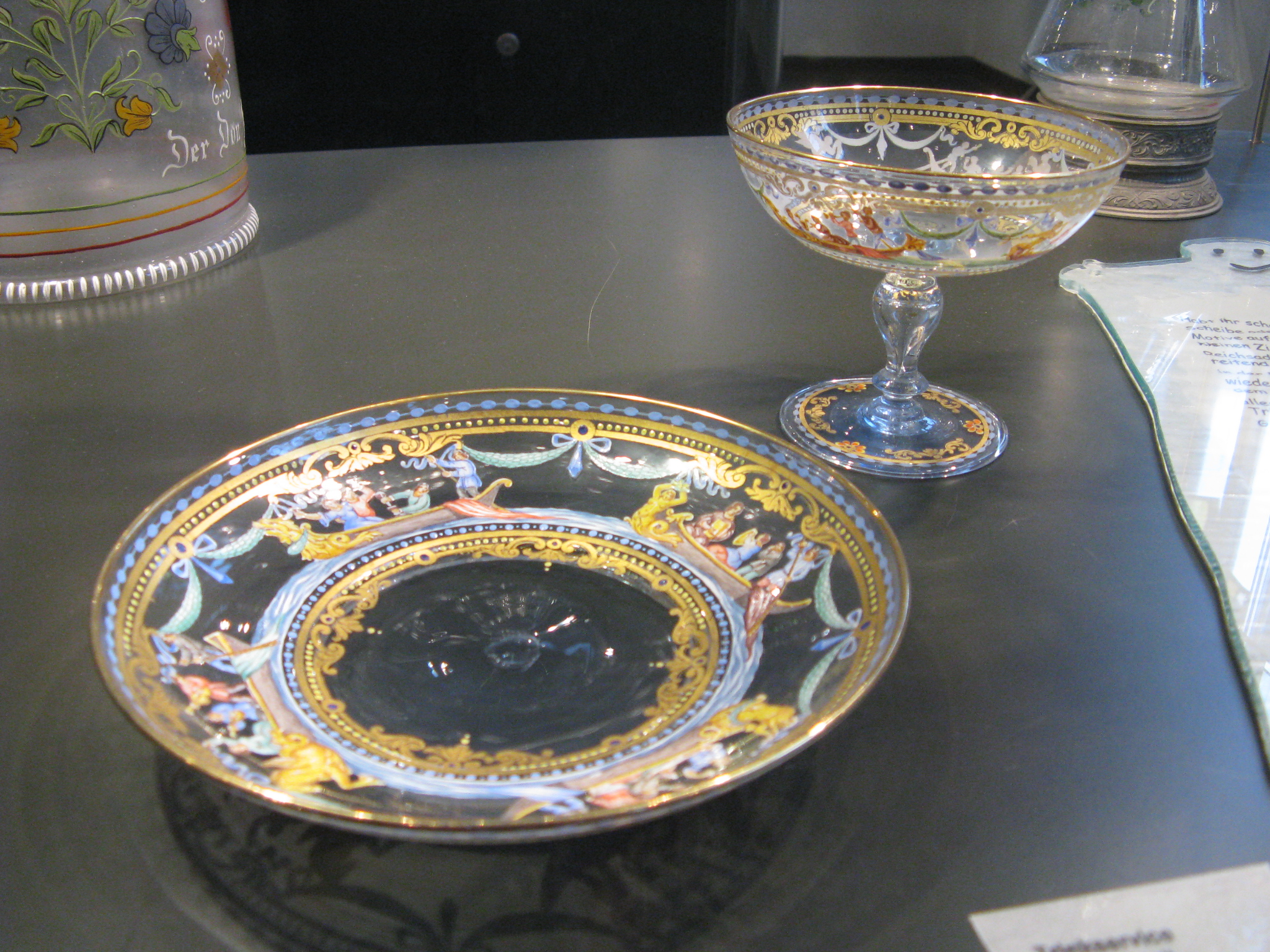
Стекло. Роспись золотом и эмалями. Ок. 1880 г.
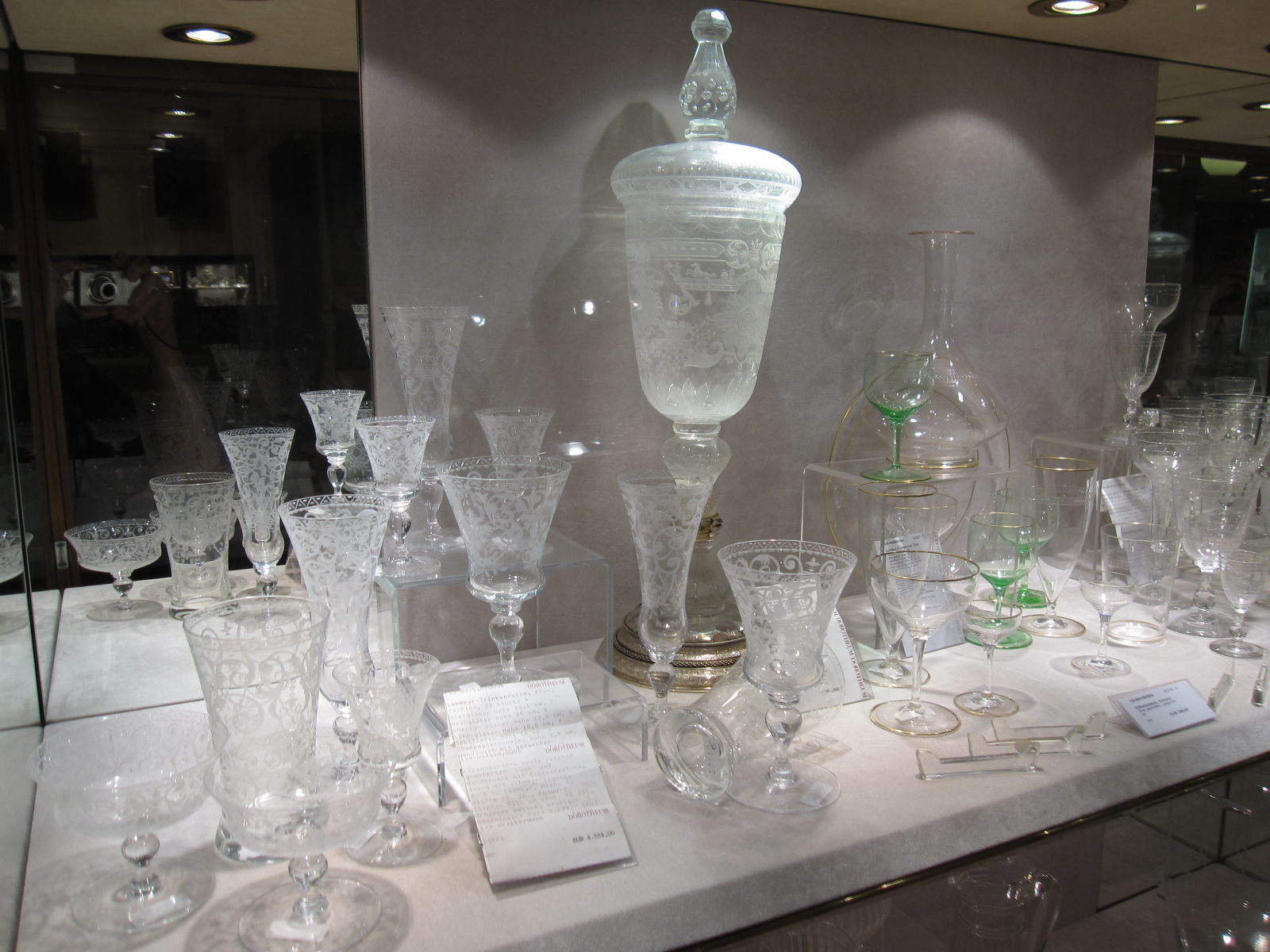
Сервиз. Проект Ш. Рата. 1905. Стекло, гравировка
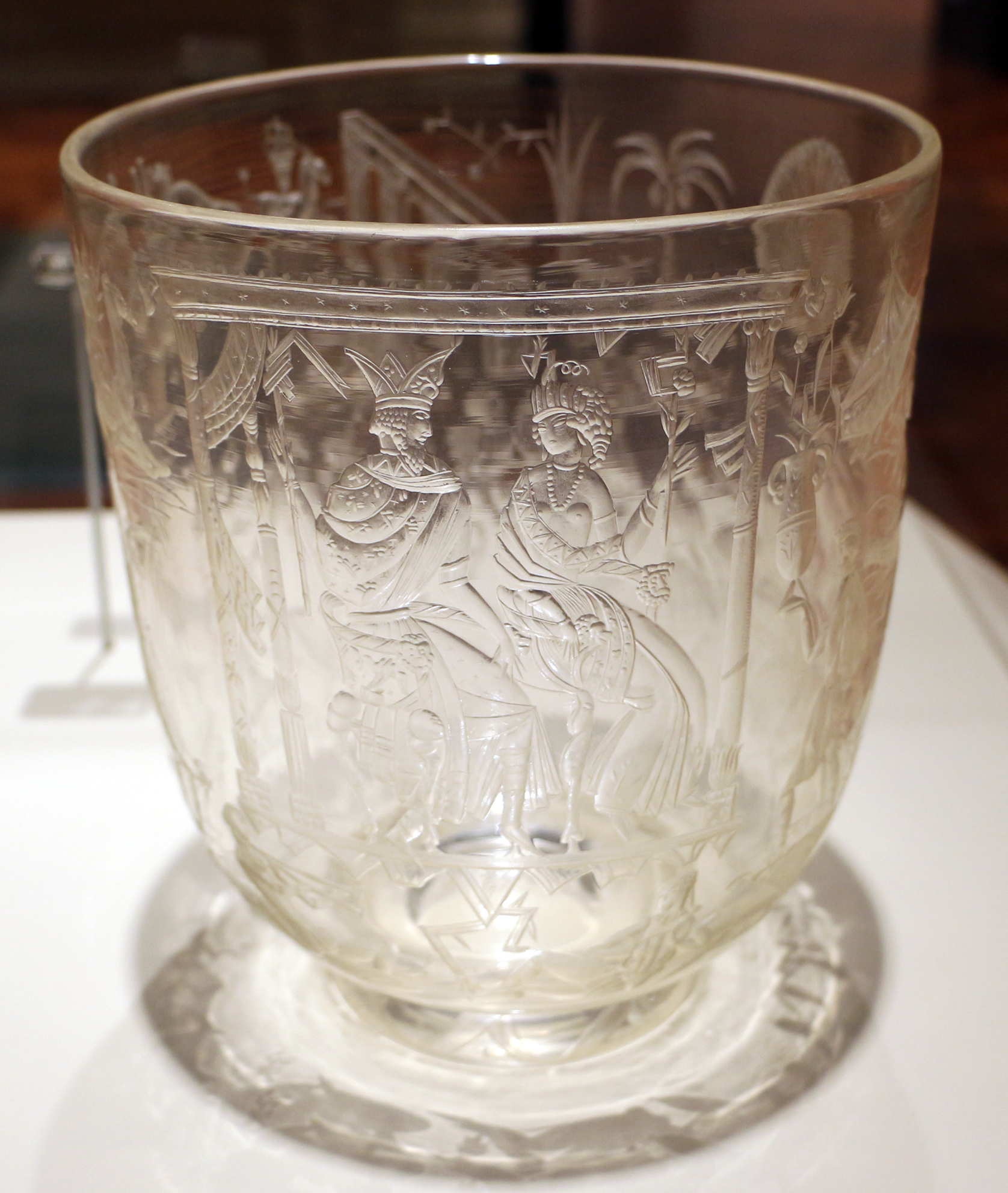
Vally wieselthier e adolf beckert per j&l «Ваза царицы Савской». 1923-1926. Стекло, травление, гравировка
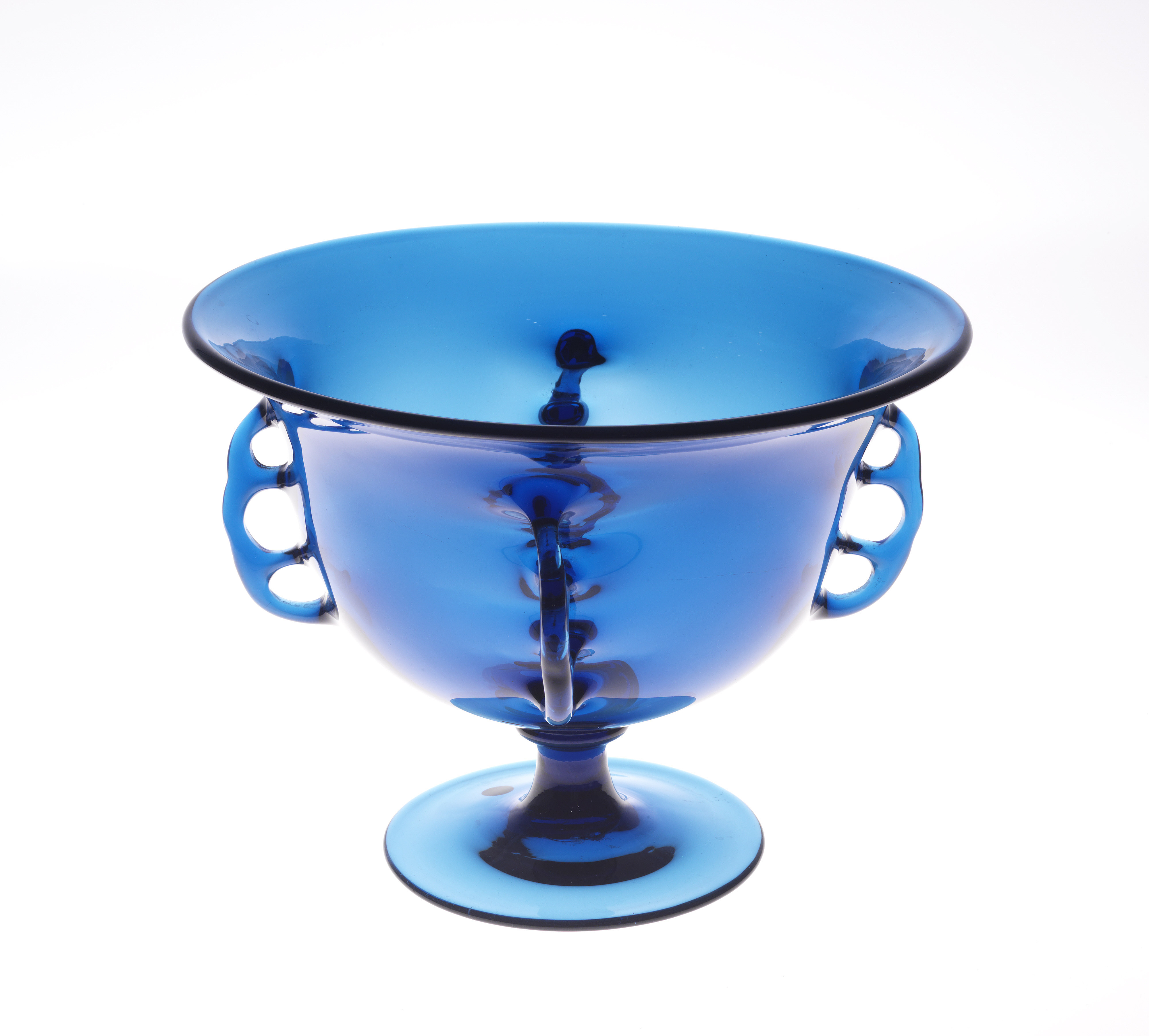
Ваза для фруктов. 1918